# السياحة في هونغ كونغ
تمثل السياحة في هونغ كونغ جزءاً هاماً من اقتصاد البلاد منذ تحولها إلى نموذج قطاع الخدمات في أواخر الثمانينيات وأوائل التسعينيات. كانت هناك زيادة كبيرة في السياح المحليين من بر الصين الرئيسي بعد إدخال مخطط الزيارة الفردية في 2003.

## نظرة عامة

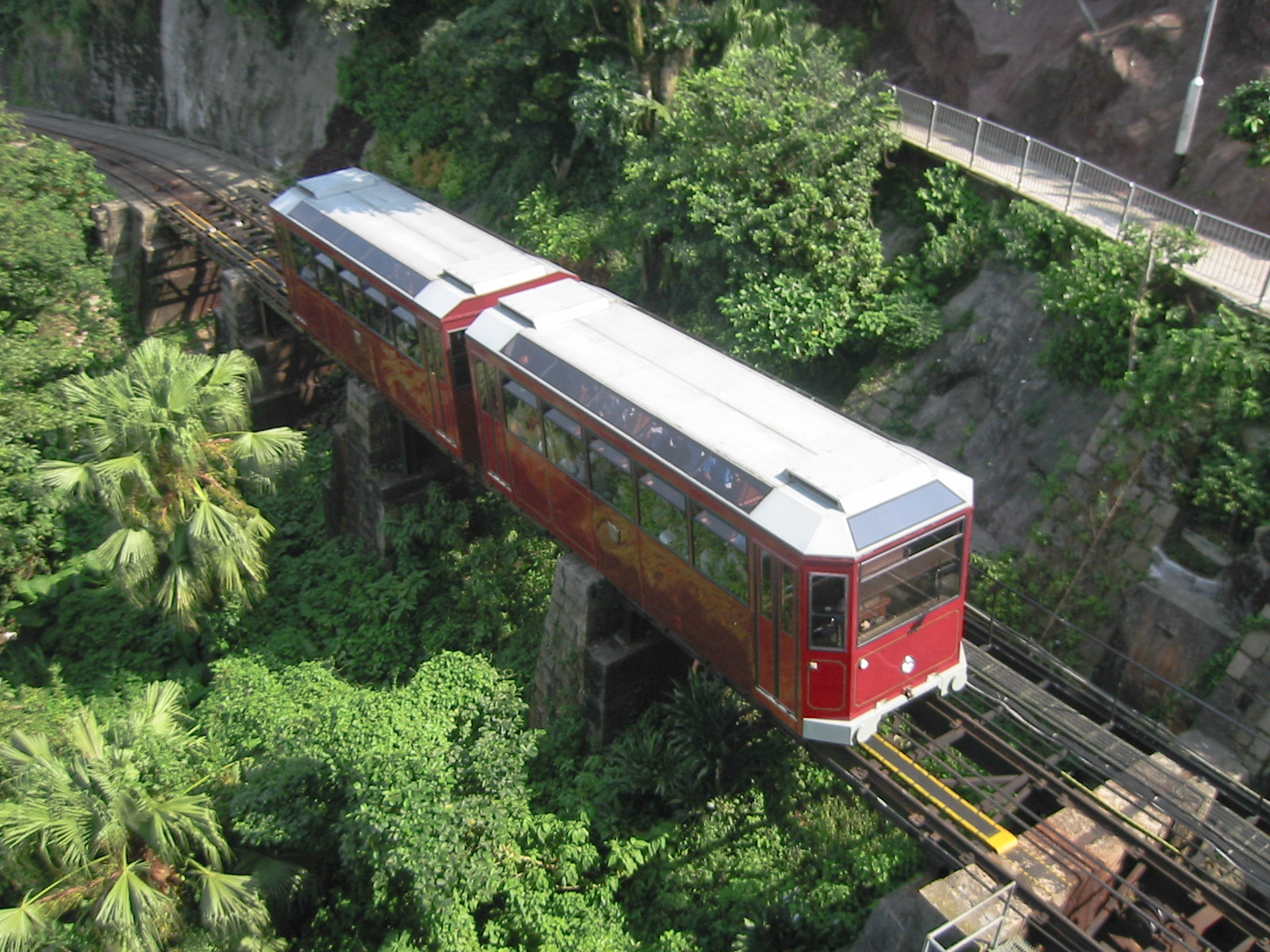
ترام القمة بإمكانها الوصول إلى جبل فيكتوريا في جزيرة هونغ كونغ

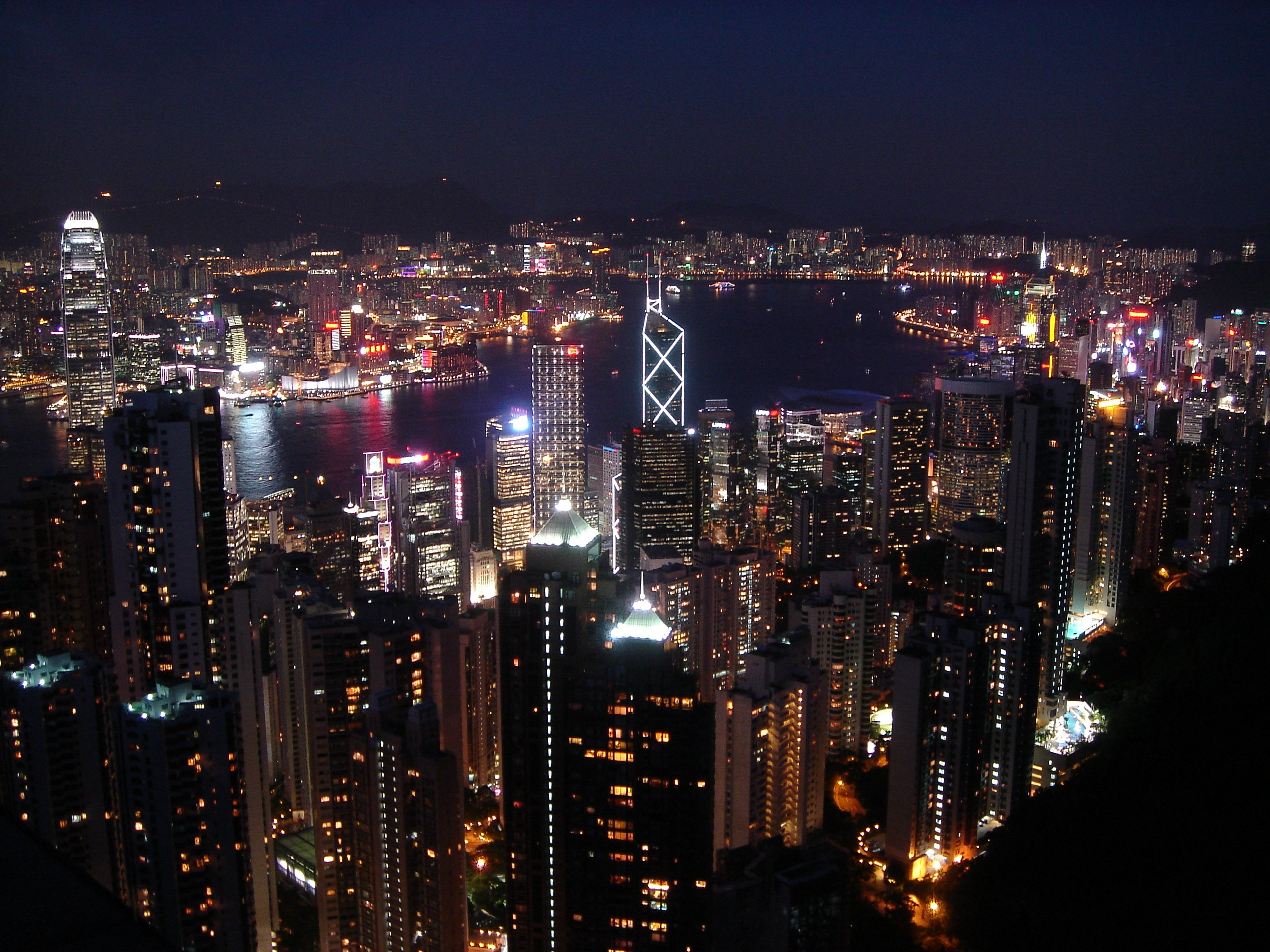
ميناء فيكتوريا ليلاً من جبل فيكتوريا

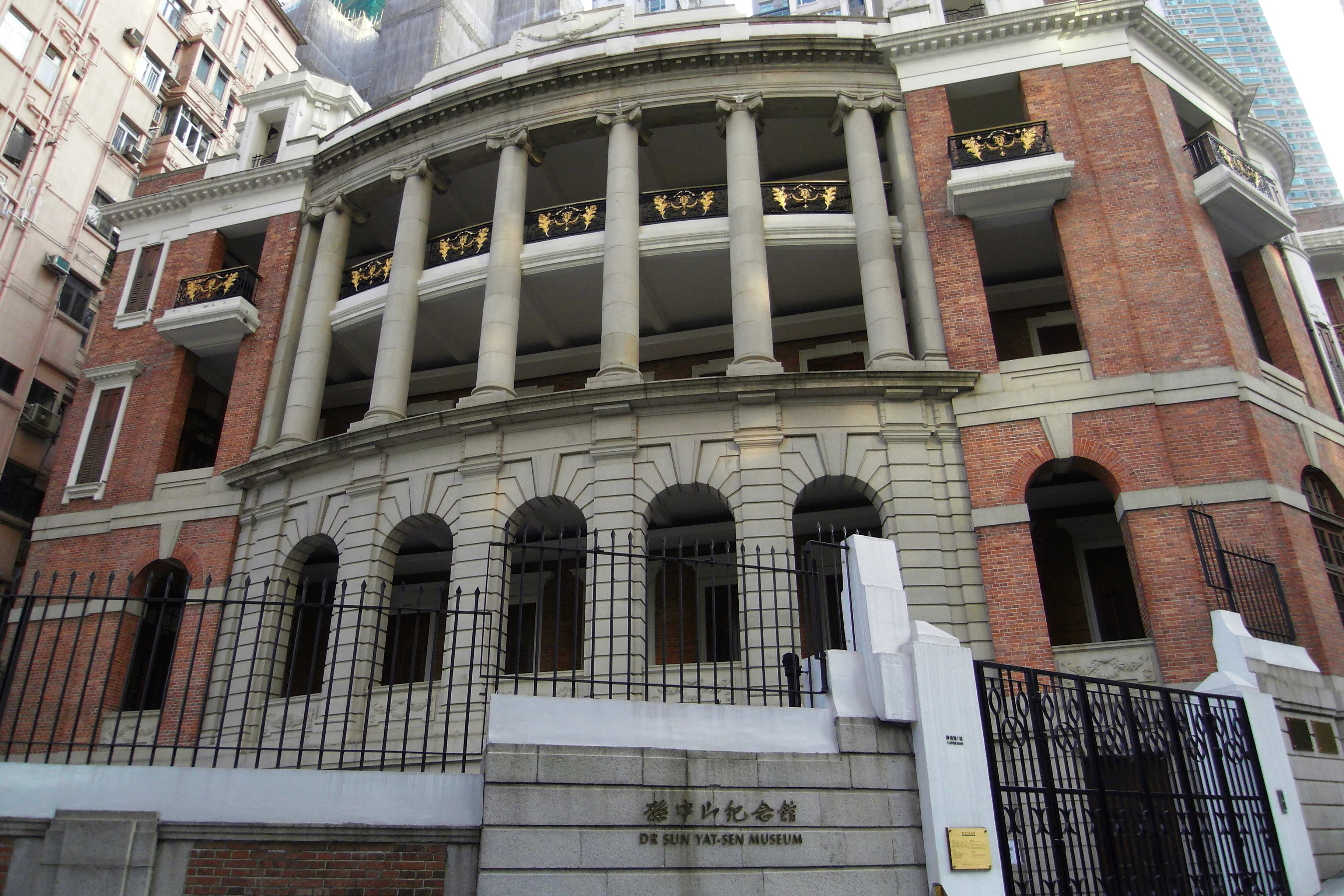
متحف د. صن يات سين في جزيرة هونغ كونغ

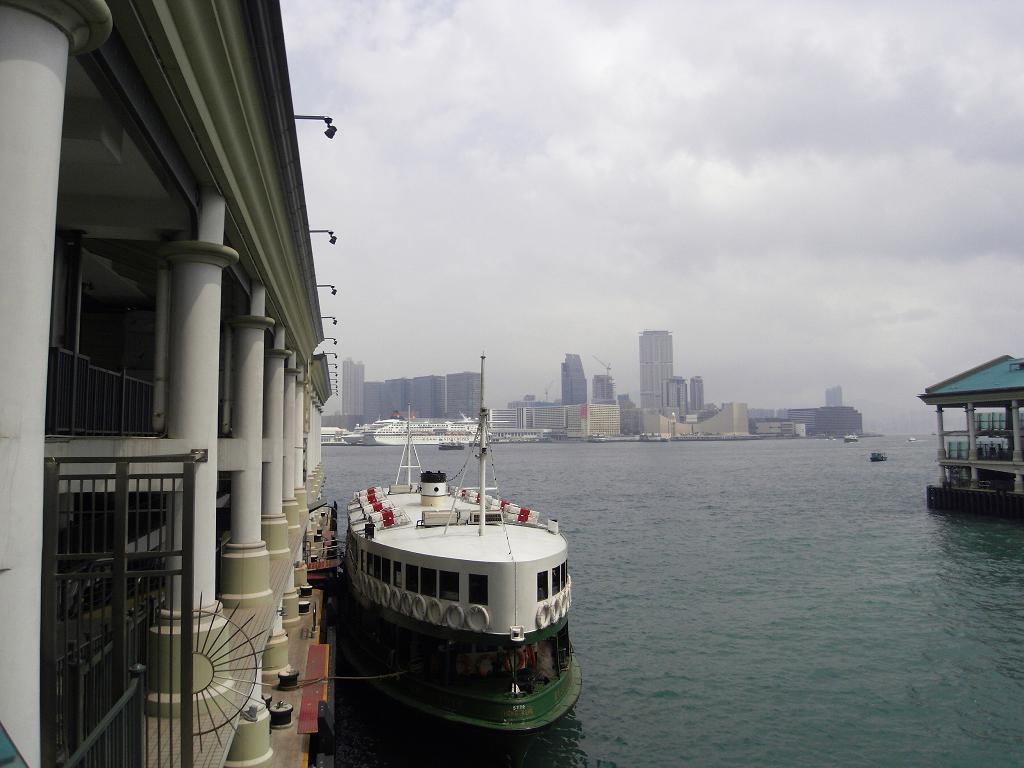
رصيف عَبّارات "ستار" المركزي في هونغ كونغ

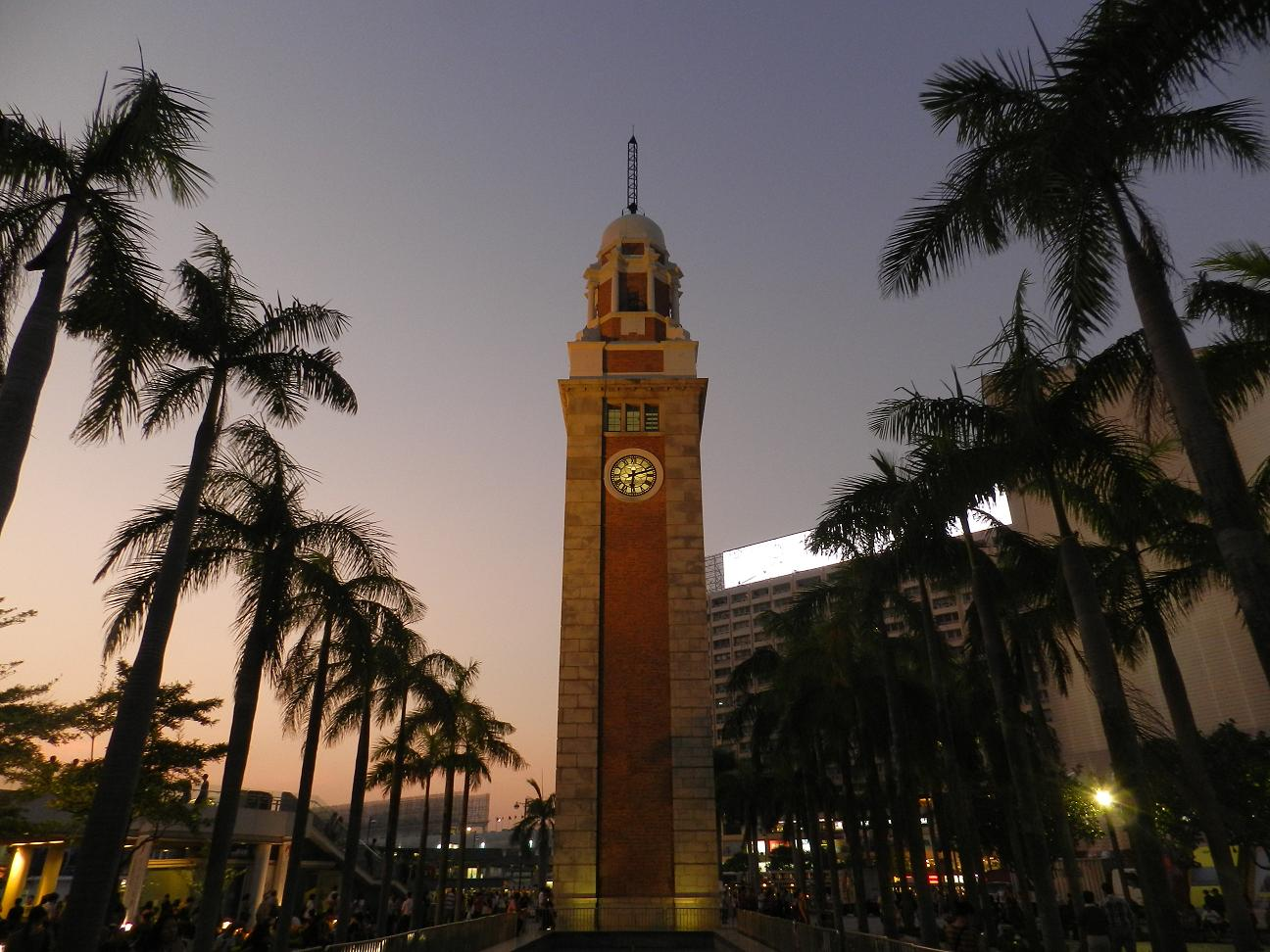
برج الساعة في تسم شا تسوي، كولون

وصل إجمالي نفقات السياحة المرتبطة بالسياحة الواردة إلى 7,333 دولار هونغ كونغ للفرد في 2011. ووفقاً لمجلس السياحة في هونغ كونغ، بلغ إجمالي وصول الزوار في هونغ كونغ في 2010 ما يزيد قليلاً عن 36 مليون، بزيادة بنسبة 21.8% عن العام السابق. وشملت الأرقام ما يقرب من 22.5 مليون الزائرين الصينيين في البر الرئيسي، و8.2 مليون الوافدين القصيرة (باستثناء البر الرئيسي)، و4.8 مليون زائر على المدى الطويل. وصل أكثر من 3.8 مليون زائر إلى هونغ كونغ في يوليو 2011، أي ما يعادل أكثر من نصف سكان هونغ كونغ، وسجلوا رقماً قياسياً لمدة شهر واحد.
كما حققت معظم الأسواق الأخرى على الخطوط ذات المدى الطويل والقصير أداءً جيداً جنباً إلى جنب مع النمو القوي في عدد زوار البر الرئيسي، مع نمو مزدوج الرقم خلال 2006. اتخذت أوروبا وإفريقيا والشرق الأوسط زمام المبادرة ضمن أسواق الخطوط ذات المدى الطويل، بنحو 1,916,861 زائراً، بنسبة 11.1%، مما جعل منطقة السوق الأفضل أداءً في هونغ كونغ في 2006.
يعمل مجلس السياحة في هونغ كونغ على نحو وثيق مع السلطات والتجارة لجعل هونغ كونغ عنصراً رئيسياً في جميع البرامج السياحية متعددة الوجهات في ظل المنافسة المتزايدة من مدن البر الرئيسي وماكاو.
تُمثل السياحة، إلى جانب الخدمات المالية والتجارة الدولية، المصادر الثلاثة الرئيسية للدخل في هونغ كونغ. انخفضت السياحة بنسبة 40% مقارنة بعام 2018 منذ احتجاجات 2019، وفقاً لوزير المالية في هونغ كونغ.